# Cantón de Fay-sur-Lignon
El cantón de Fay-sur-Lignon era una división administrativa francesa, que estaba situada en el departamento de Alto Loira y la región de Auvernia.

## Composición
El cantón estaba formado por seis comunas:
- Champclause
- Chaudeyrolles
- Fay-sur-Lignon
- Les Estables
- Les Vastres
- Saint-Front

## Supresión del cantón de Fay-sur-Lignon
En aplicación del Decreto n.º 2014-162 de 17 de febrero de 2014, el cantón de Fay-sur-Lignon fue suprimido el 22 de marzo de 2015 y sus 6 comunas pasaron a formar parte del nuevo cantón de Mézenc.